# Spare (boliche)

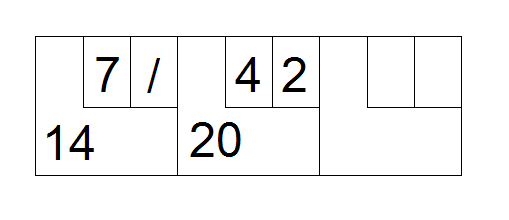
Uma planilha de pontuação de boliche de dez pinos mostrando como um spare é pontuado.

Um spare é um termo usado nos jogos de boliche para indicar que todos os pinos foram derrubados durante o segundo arremesso de um frame, quando nem todos os pinos foram derrubados no primeiro arremesso. O símbolo de "spare" na maioria dos esportes de boliche é uma barra (/),  enquanto o sistema de pontuação vertical exclusivo para o boliche com pinos de vela é um pouco diferente. 

## Pontuação

Embora as pontuações de boliche sejam geralmente linearmente proporcionais à frequência de strikes, há uma variação substancial com base na sequência dos strikes e no número de frames abertos em comparação aos spares. Neste conjunto de dados, essa variação pode se aproximar de 90 pinos por set (30 pinos por jogo), conforme demonstrado pela extensão vertical da barra sombreada.

Um "spare" é pontuado quando não há mais pinos restantes após a segunda bola de um frame; ou seja, um jogador usa as duas bolas que tem direito em um frame para eliminar todos os dez pinos.
Num jogo de boliche de dez pinos, um jogador que conseguir um spare recebe dez pontos, mais um bônus sobre o que for marcado com o seu próximo arremesso. Normalmente, é representado por uma barra (/) ou por vezes até um triângulo retângulo (◢) nas planilhas de pontuação no lugar da contagem do segundo arremesso de um frame. Às vezes, se é usado outros nomes para dizer fazer um spare (fechar um spare, converter um spare, todos basicamente sinônimos).
Exemplo de pontuação de um spare em um jogo de dez-pinos:
Frame 1, arremesso um: 7 pinos
Frame 1, arremesso dois: 3 pinos (spare convertido)
Frame 2, arremesso um: 4 pinos
Frame 2, aremesso dois: 2 pinos
A pontuação do frame 1 é 14, e a pontuação do frame 2 é 6. Logo, a pontuação total acumulada no frame 2 é de 20 pontos.
Um jogador que fizer um spare no décimo (último) frame ganha uma bola extra para contabilizar os pontos de bônus no boliche de dez pinos.
Para se falar de uma configuração específica de spare, geralmente se diz os números dos pinos que ficaram em pé, com um hífen separando cada número. Por exemplo, se o primeiro arremesso derrubar todos os pinos menos os pinos 1 e 2 e 4, podemos dizer que esse é o spare 1-2-4.
Calcular corretamente os pontos de bônus pode ser difícil e demorado, especialmente quando combinações de strikes e spares ocorrem em frames consecutivos. Nos tempos modernos, no entanto, isso foi superado com sistemas automatizados de pontuação (também conhecidos como marcadores de pontos), conectados às máquinas que posicionam e liberam os pinos entre os frames. Um computador conta automaticamente os pinos que permanecem em pé e preenche uma planilha de pontuação virtual (geralmente exibida em monitores acima de cada raia). No entanto, mesmo o sistema automatizado não é infalível, pois o computador pode errar na contagem do número de pinos que permanecem em pé.
O termo "hard spare" refere-se a quando nenhum pino é derrubado na primeira bola, devido ao jogador ultrapassando a linha de falta ou uma bola lançada na canaleta, e então um spare é convertido com todos os dez pinos restantes com a segunda bola. Isso às vezes é brincado como se o strike tivesse sido lançado uma bola tarde demais.
Uma vez que lançar três strikes seguidos é chamado de "turkey", três spares seguidos é mais comumente chamado de "sparrow". 
Quando um arremesso resulta na queda do pino 1 mas sobram-se pinos não adjacentes em pé, tem-se um spare que se chama de "split" (separado, em português). Alguns marcadores destacam o arremesso que causou o split com um círculo. Muitos spares que são splits são notórios por serem dificéis de ser feitos.

## Splits

### Split 7–10
Um dos splits mais famigerados é o 7-10, chamado às vezes de "travas do gol" (pois é como se os pinos fossem as traves e aecrtar a bola no meio seria um gol), que é quando os 2 pinos lá do fundo da esquerda e direita ficam em pé. É um dos spares mais difíceis de converter.
Existem 3 formas de converter o split:
1. Acertar um dos pinos e fazer ele ricochetear pelo poço lá trás e voltar e bater no outro pino. Isso requer uma bola rápida e o pino precisaria ser acertado no canto certinho, e contar com a sorte do pino rebater lá trás de maneira certa para voltar ao deck dos pinos.
2. Acertar um dos pinos e fazer ele voar por cima das canaletas, bater nas paredes laterais e voltar para o deck e acertar o outro pino.
3. Acertar um dos pinos pela lateral da canaleta e fazer ele deslizar ao outro pino. Isso requer uma absurda precisão e é incrivelmente raro, mas o jogador bolicheiro profissional Sean Rash fez isso deslizando o pino 10 no pino 7 em 2019 enquanto se classificava para um torneio.

Mark Roth foi o primeiro bolicheiro a converter o split 7-10 em televisão no dia 5 de janeiro de 1980, em um torneio na Califórnia. Os únicos outros 3 profissionais que converteram os split em televisão foram John Mazza e Jess Stayrook, ambos o fizeram em 1991, e Anthony Neuer, que o fez em abril de 2021. Todos os 3 fizeram pelo método 1 descrito acima. No caso de Anthony Neuer, o pino 10 bateu na sua bola que estava no poço e voltou pro pino 7.

## Splits no boliche pinos de vela
No boliche pinos de vela, pinos caídos podem ser usados no segundo e terceiro arremesso de um frame, o que às vezes pode ajudar o jogador a fazer reações em sequência para derrubar mais pinos.